# Чемпіон (Нью-Йорк)
Чемпіон (англ. Champion) — місто (англ. town) в США, в окрузі Джефферсон штату Нью-Йорк. Населення — 4562 особи (2020).

## Демографія
Згідно з переписом 2010 року, у місті мешкали 4494 особи в 1761 домогосподарстві у складі 1221 родини. Було 1967 помешкань
Расовий склад населення:
| - 92,3 % — білих - 2,8 % — чорних або афроамериканців - 1,4 % — азіатів - 0,4 % — корінних американців - 0,1 % — вихідців з тихоокеанських островів |

До двох чи більше рас належало 2,2 %. Частка іспаномовних становила 3,2 % від усіх жителів.
За віковим діапазоном населення розподілялося таким чином: 26,3 % — особи молодші 18 років, 61,8 % — особи у віці 18—64 років, 11,9 % — особи у віці 65 років та старші. Медіана віку мешканця становила 35,3 року. На 100 осіб жіночої статі у місті припадало 100,2 чоловіків;  на 100 жінок у віці від 18 років та старших — 95,6 чоловіків також старших 18 років.
Середній дохід на одне домашнє господарство  становив 60 593 долари США (медіана — 52 931), а середній дохід на одну сім'ю — 70 147 доларів (медіана — 69 915). Медіана доходів становила 52 383 долари для чоловіків та 40 648 доларів для жінок. За межею бідності перебувало 11,2 % осіб, у тому числі 9,0 % дітей у віці до 18 років та 11,2 % осіб у віці 65 років та старших.
Цивільне працевлаштоване населення становило 1801 особа. Основні галузі зайнятості: освіта, охорона здоров'я та соціальна допомога — 34,5 %, виробництво — 13,4 %, публічна адміністрація — 11,9 %.